# Instytut Studiów Politycznych Polskiej Akademii Nauk
Instytut Studiów Politycznych Polskiej Akademii Nauk – instytut naukowy Polskiej Akademii Nauk z siedzibą w Warszawie. Prowadzi badania w następujących dziedzinach: historia, socjologia, geopolityka i teoria polityki. Instytut zatrudnia socjologów, politologów, historyków, prawników i filozofów.

## Historia
Instytut Studiów Politycznych powstał we wrześniu 1990 roku jako nowa instytucja w strukturze Polskiej Akademii Nauk. Pracownicy ISP prowadzili badania nad społeczeństwami postkomunistycznymi, problematyką transformacji ustrojowej i procesami społeczno-gospodarczymi zachodzącymi w krajach sąsiadujących z Polską. Analizowano m.in. wpływ przemian własnościowych i demokratycznych na efektywność gospodarki państwa oraz na zmiany w społeczeństwie i funkcjonowanie systemu politycznego. W 2004 roku powstał Zakład Europeistyki ISP, który miał zajmować się aspektami przystąpienia Polski do Unii Europejskiej.

## Dyrektorzy
- Edmund Wnuk-Lipiński (1991–1993)[1]
- Wojciech Roszkowski (1994–2000)[2]
- Jerzy Holzer (2000–2004)[3]
- Wojciech Materski (2004–2012)[4]
- Eugeniusz Cezary Król (2012–2016)[5]
- Grzegorz Motyka (2016–2025)[6]
- Piotr Osęka (od 2025)[7]

## Struktura i pracownicy
Instytut dzieli się na 8 zakładów, które zajmują się badaniem poszczególnych dziedzin.

### Zakład Badania Przemian Społecznych i Instytucjonalnych
- kierownik: prof. dr hab. Bogdan Mach
- profesorowie i doktorzy habilitowani:
  - prof. dr hab. Andrzej Szpociński
  - dr hab. Marta Danecka(inne języki)
  - dr hab. Ireneusz Sadowski

### Zakład Badań Elit i Instytucji Władzy
- kierownik: prof. dr hab. Ewa Nalewajko
- profesorowie:
  - prof. dr hab. Antoni Z. Kamiński
  - prof. dr hab. Jacek Wasilewski

#### Pracownia Myśli Politycznej
- kierownik: dr hab. Janina Gładziuk-Okopień

### Zakład Badań nad Historią i Pamięcią Europy Wschodniej
- kierownik: dr hab. Tomasz Stryjek
- profesorowie i doktorzy habilitowani:
  - prof. dr hab. Grzegorz Motyka
  - dr hab. Przemysław Adamczewski

### Zakład Badań Organizacji Międzynarodowych i Bezpieczeństwa Globalnego
- kierownik: dr hab. Agnieszka Cianciara
- doktorzy habilitowani:
  - dr hab. Adam Burakowski

### Zakład Europeistyki
- kierownik: prof. dr hab. Józef M. Fiszer
- profesorowie i doktorzy habilitowani
  - prof. dr hab. Ryszard Żelichowski
  - dr hab. Paweł Borkowski
  - dr hab. Paweł Olszewski
  - dr hab. Jakub Wódka

### Zakład Europy Środkowo-Wschodniej i Badań Postsowieckich
- kierownik:  dr Paweł Ukielski
- profesorowie i doktorzy habilitowani:
  - prof. dr hab. Wojciech Materski
  - dr hab. Paulina Codogni(inne języki)
  - dr hab. Paweł R. Kowal
  - dr hab. Agnieszka Orzelska-Stączek

#### Pracownia Analiz Problemów Wschodnich
- kierownik: prof. dr hab. Krzysztof Jasiewicz
- profesorowie:
  - prof. dr hab. Grzegorz Nowik

### Zakład Najnowszej Historii Polski
- kierownik: prof. dr hab. Andrzej Friszke
- profesorowie i doktorzy habilitowani:
  - prof. dr hab. Paweł Machcewicz
  - prof. dr hab. Andrzej Paczkowski
  - prof. dr hab. Dariusz Stola
  - dr hab. Piotr Osęka
  - dr hab. Paweł Sowiński

### Zakład Studiów nad Niemcami
- kierownik: prof. dr hab. Piotr Madajczyk
- profesorowie i doktorzy habilitowani:
  - prof. dr hab. Robert Traba
  - dr hab. Wanda Jarząbek

## Wydawnictwa
Instytut wydaje kilka czasopism naukowych – „Studia polityczne”, „Civitas”, „Europa Środkowo-Wschodnia” (zawieszone w 2009), „Kultura i Społeczeństwo”, „Sprawy Międzynarodowe” oraz „Rocznik Polsko-Niemiecki”.